# Caso do metílico

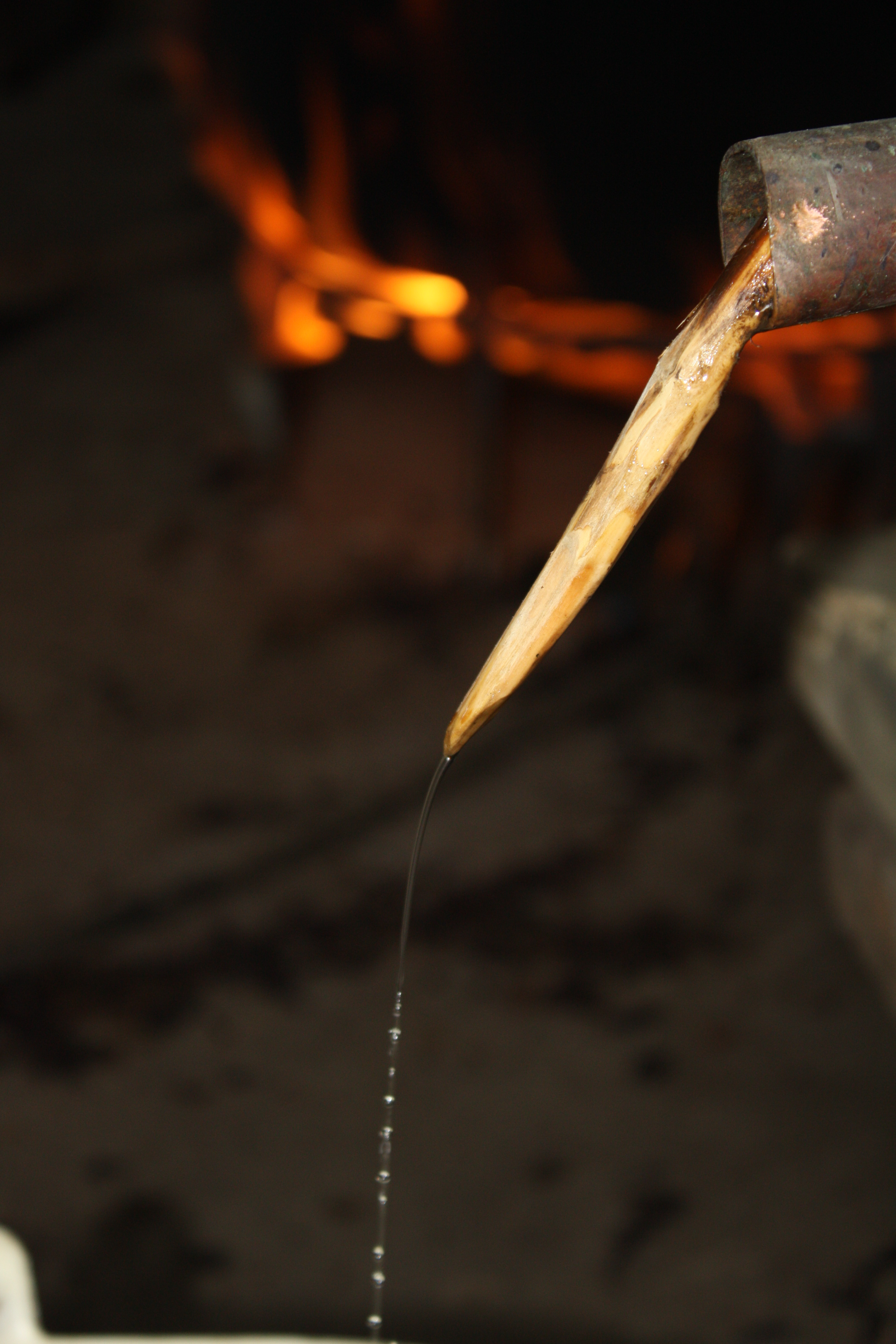
Elaboração artesanal de aguardente.

A denominação popular Caso do metílico designa um surto de intoxicação alimentar acontecido na Galícia e nas ilhas Canárias durante a primavera de 1963, por consumo de bebidas alcoólicas elaboradas a partir de álcool metílico, com o resultado de 51 falecidos e 9 pessoas cegas, apesar que se estima que a cifra real de mortos poderia contar-se por milhares. Pelas óbvias similitudes, o caso metílico foi qualificado posteriormente como "a colza do franquismo".
As primeiras mortes conhecidas aconteceram entre marinheiros do concelho de Haría, pequena localidade do norte de Lanzarote. Ali foi descoberta a causa da intoxicación, pela farmacéutica asturiana -natural de Villaviciosa- Mª Elisa Álvarez Obaya, figura chave neste drama. Pouco tempo depois observou-se um incremento anômalo da mortalidade na comarca do Carballiño, Ourense, que só se relacionou com aquelas quando a notícia dos marinheiros mortos se publicou na imprensa galega.
A venda do álcool fraudulento e tóxico foi cortada pelas autoridades num prazo relativamente breve, porém a distribuição que se fizera antes de conhecerse a toxicidade do mesmo explica ter-se produzido novas mortes até maio de 1963.
Em dezembro de 1967 ocorreu o julgamento contra os 11 processados, que resultaram em penas de cadeia compreendidas entre 1 e 20 anos e indenizações que alcançavam quase os 20 milhões de pesetas. Nenhum dos condenados cumpriu mais de 6 anos de cárcere e, por declarárem-se insolventes, nenhuma vítima ou familiar recebiu quantidade alguma como indenização.

## 3
1. ↑  A intoxicación por aceite de colza desnaturalizado, acaecida en maio de 1981, causou entre 1.000 e 5.000 mortes e entre 20.000 e 25.000 enfermos.
2. ↑  «Sentencia en la causa del metílico». ABC (em espanhol). 28 de dezembro de 1967. Consultado em 29 de agosto de 2012